# Лоні
Ло́ні — село в Україні, у Перемишлянській міській громаді Львівського району Львівської області. Населення становить 289 осіб. Орган місцевого самоврядування - Перемишлянська міська рада. Діяла початкова школа.
Кінцевий населений пункт на дорозі Боршів — Липівці.

### Історія
У 1552 році село перебувало у власності Ян Сенінського та належало до гологірського масиву панських володінь. У 1711 році власником села був Адам Миколай Синявський, краківський каштелян.

## Географія
У селі бере початок річка Лонівка, права притока Золотої Липи.

## Цікаві об'єкти села Лоні
Невелике село Лоні (Лоня, Луна, Люні) розташоване в відногах Гологір. 1469 року Гологірський ключ сіл належав до родини Андрія Сененського, який показав комісарам, укладачам податкового реєстру грамоту, надану його предкам намісником Руси угорського короля Людовика I Великого князем Володиславом Опольським (1372—1378). Вперше село з назвою Люні відзначене в податковому реєстрі 1515 року серед інших сіл Гологірського ключа. На жаль, у реєстрі села не описані окремо, а лише вказано що в них є шість попів (священників), які сплачують відповідний податок. В податковому реєстрі 1578 року теж не відзначений священник, лише зазначено три сільські лани та приналежність села до дідича Андрія Сененського, нащадка Андрія Сененського з середини XV ст.
Про початки церкви в селі не збереглося архівних даних. Ймовірно, постала вона наприкінці XVI ст. Перший конкретний запис про церкву Різдва Христового в Лонях походить з реєстру церков Львівсько-Галицько-Кам'янецької єпархії, укладеного єпископом Йосифом Шумлянським коло 1708 року, де вона відзначена серед церков Гологірського деканату.
Найдавніший опис церкви походить з візитаційного акту церков Гологірського деканату 1731 року. В ньому відзначено: «Лоні. Церква дерев'яна, недавно за дозволом архипастира під титулом Різдва Христового виставлена. Вівтар, тобто престіл пропорційний. Підлога з тертиць. Дзвіниця добра, дзвонів три. Парох о. Іван … за презентою дідича Адама Миколи з Ґранова Синявського, каштеляна краківського і дідича села, на цю парохію поставлений, а висвячений 1704 року владикою Йосифом Шумлянським. Образи новою роботою пристойною мальовані». Більш детальний опис церкви залишив ґенеральний візитатор о. Микола Шадурський, який відвідав церкву в Лонях 12 січня 1763 року. Шадурський пише: «Село Луні (Łune). Церква Різдва Христового на пагорбі за селом збудована, у стінах з букового дерева, з одним випровадженим верхом над серединою з липового дерева в четвірку і дуже низьким, ґонтами вже давно як побита і вони дуже поопадали. В замках також порушена. Підлога з дилів всередині укладена. З дверима дубовими, належно окутими і на замок залізний внутрішній замиканими. Року 1724 (зі слів) виставлена і пізніше велебним о. Лукою Ґедишицьким, тодішнім деканом гологірським, посвячена. Коло неї цвинтар парканом огороджена, але в деяких місцях опалим, з двома фіртками, але без дверей. На цвинтарі дзвіниця на чотирьох стовпах з дерева сколочена, також ґонтами побита, на ній дзвонів менших два, а два інші більші. Престіл в квадрат зрубний (цебрований) з атимінсом 1723 року від Атанасія Шептицького та Розп'яттям на бляті дерев'яному. Жертовник в розі зліва від престолу, з образом Богоявлення Господнього. Срібний хрест з написом: „Соwрuжи Крстъ рабъ Бжій Григорій прозъвискомъ Вhвчаръ“. Деісус цілий з апостолами, пророками, царськими дверима і намісними образами столярської роботи так-сяк мальований. Парох о. Іван Малицький висвячений за презентою дідича Казимира Заблоцького 1704 року владикою Йосифом Шумлянським, презента на парохію в Лунях від Адама Миколи з Ґранова Сенявського 1715 року». Візитатор Шадурський заборонив реперувати стару церкву і здійснювати в ній богослужіння, бо громада задумала будувати нову. Також він наказав збудувати школу для дяка, якої немає в селі.

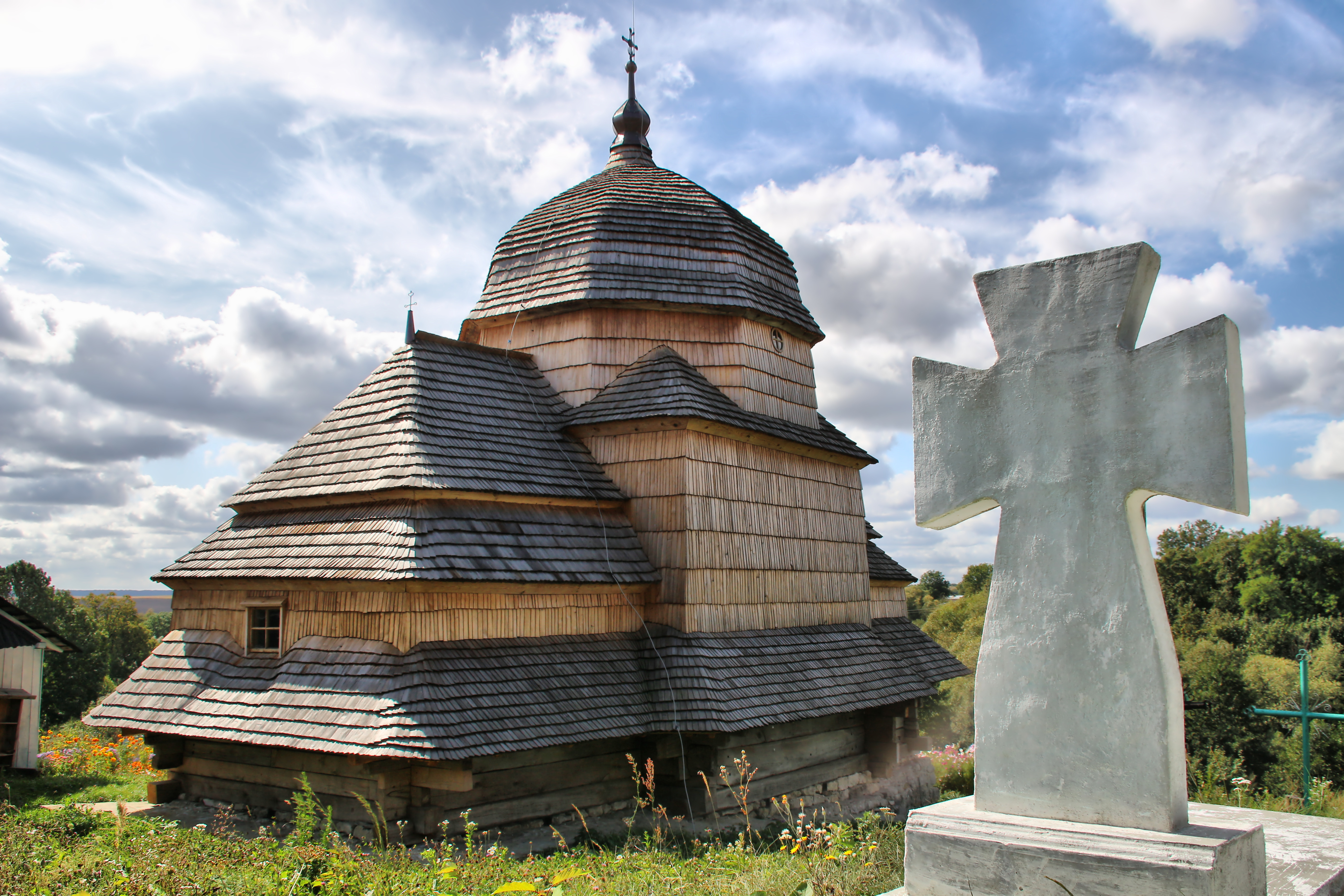
Дубова церква Собору Богородиці в автентичному вигляді повністю прокрита гонтом

Ці два акти візитаційних описів дають відповідь на те, коли збудована церква — 1724 рік. З такою датою вона і була внесена в Національний реєстр пам'яток з № 435 у 1963 році. Правда, від 1910 року в Шематизмах Львівської єпархії появилася дата 1691 рік, введена тодішніми парохами отцями Олексієм Наливайком, Григорієм Мировичем та Зеноном Чубатим за невідомим джерелом, яка не має документального підтвердження.
- Церква Собору Богородиці (1724 р.) — стара дерев'яна церква на пагорбі над селом, над р. Лунка, у комплексі зі дзвіницею. Пам'ятка архітектури.
- Церква Святої Ольги — нова церква в центрі села добудована силами жителів в 1994 році на фундаментах і стінах, що збереглися з тридцятих років XX століття.
- Будинок «Просвіти».

## Цікаві факти
- Деякий час село адміністративно належало до Золочівського району Львівської області.
- Протягом усього періоду існування радянської влади в селі діяла підпільна греко-католицька громада. Таємні богослужіння здійснювали отці Петро Городецький, Роман Каспришин, Михайло Тирличко. Весь цей час дякував місцевий житель Іван Москвитин. Служби проходили в нічний час.

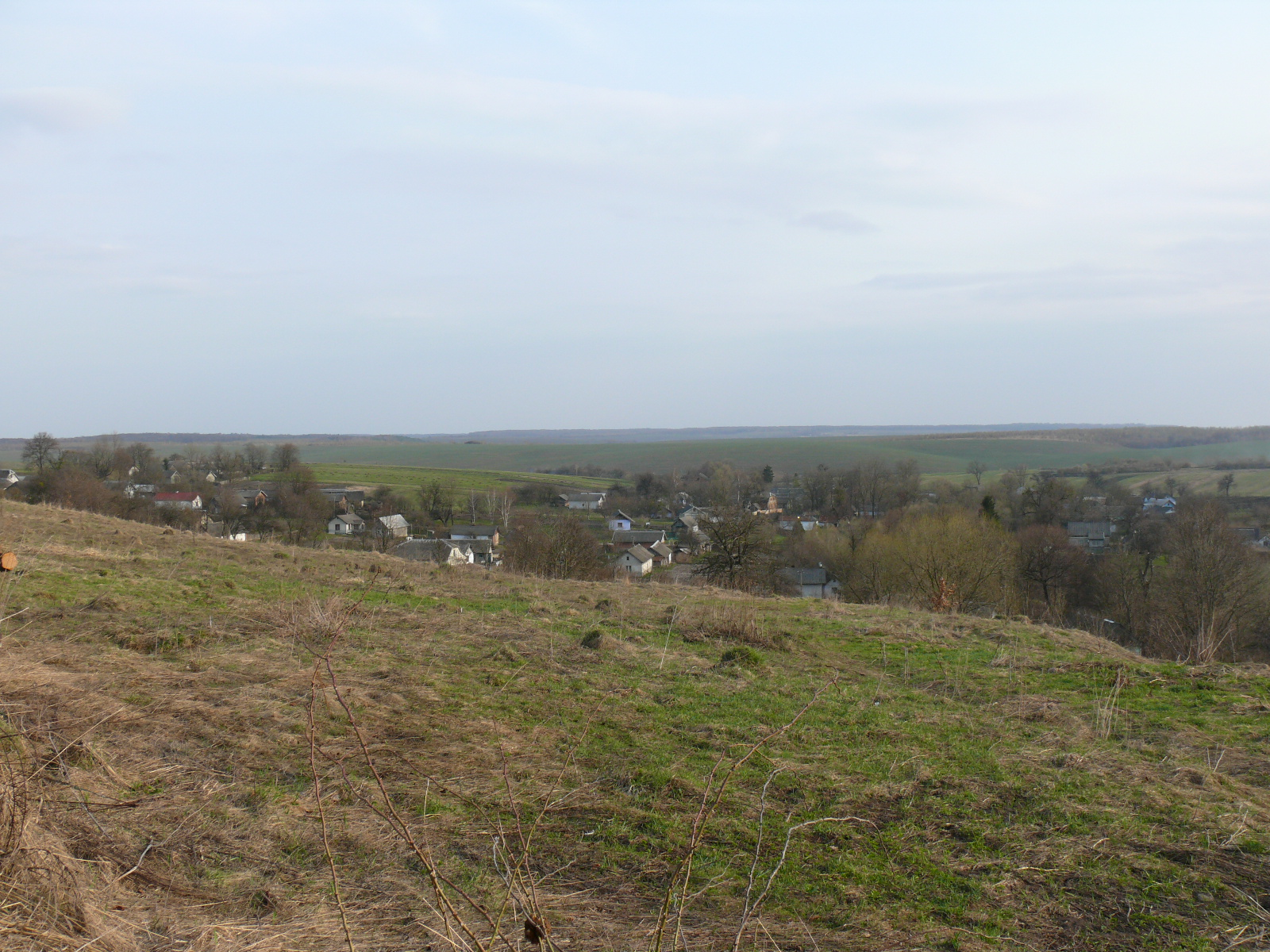
Долини вид з входу на цвинтар
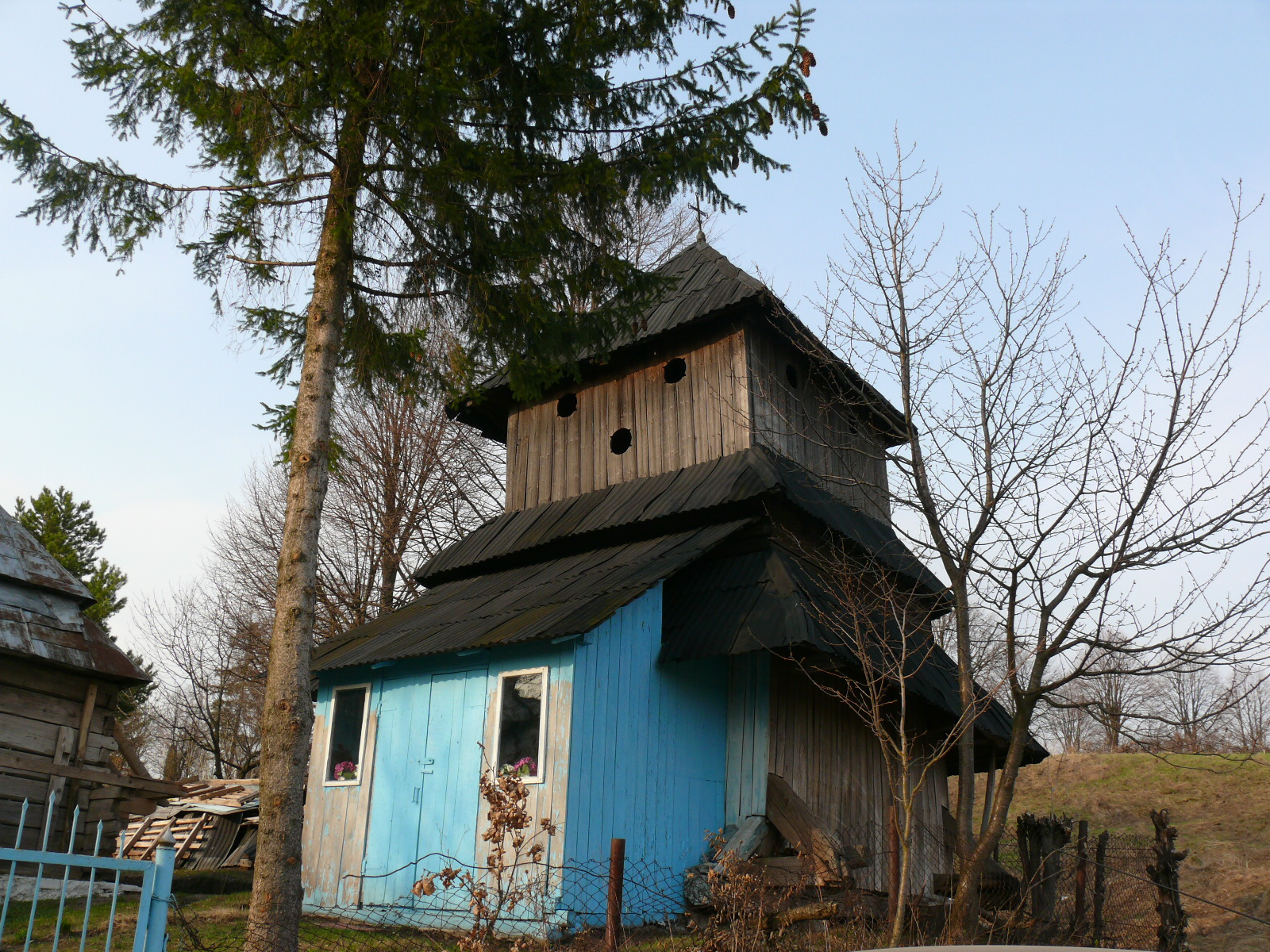
Дзвіниця